# Ян Юнь (поэт)
Ян Юнь (кит. трад. 杨恽; д/н — 54 до н. э.) — китайский государственный деятель, поэт времён династии Хань.

## Биография

### Ранние годы
Родился он в 90-х годах I века до н. э. Сын дочери историка Сыма Цяня и канцлера (чэнсяна) Ян Чана. Получил прекрасное образование. Впрочем вследствие смерти отца в 74 году до н. э. вынужден был выдержать 3-летний траур. Одновременно Юнь отдал 5 000 000 медных монет, унаследованных от отца, членам своего клана, а несколько миллионов, унаследованных от мачехи, — её братьям. Поэтому только в 71 году до н. э. поступил на государственную службу по протекции брата Ян Чжана. Ян Юнь получил должность в охране дворца (лан) — высшей категории (чжунлан), и вскоре занял «верхового, что постоянно сопровождает императора» (чаншицзи).
Незадолго до августа-сентября 66 года до н. э. он получил еще одну должность — заштатную, начальника ведомства «левой стороны» (цзоцао). Тогда же Ян Юнь узнал о заговоре членов клана Хо (Хо Юя и других) с целью мятежа против императора Сюань-ди и довёл это до сведения генерала чинов охраны дворца (чжунланцзян) Цзинь Аньшаня, а потом в присутствии императора сообщил об известных ему обстоятельствах. Мятежники были казнены, а в сентябре—октябре 5 человек, что раскрыли заговор, получили титулы хоу (вроде графа).

### Карьера
Ян Юнь стал пинтун-хоу и был переведён на должность чжунланцзяна, которую занимал до 61 года до н. э.
На этой должности он проявил себя как реформатор — изменил положение вверенных ему полей, девчому[что?] уравняв возможности богатых и бедных. К тому лан при выходе из дворца платил из личных средств за связанные с этим официальные документы. Способного заплатить называли «чин охраны» (шаньлан). Раз в 5 дней лан приходил из дворца домой на выходной отдохнуть, вымыться и «помыть волосы». Но, заболев, он должен был возместить каждый день отпуска по болезни одним выходным. В результате другие бедные ланы больше года не могли «вымыть голову», а богачи ежедневно выходили из дворца развлечься. Кое-кто из богатых получал за деньги хороший подведомственный отдел, ширился взяточничество. Ян Юнь отменил «чинов охраны», передал великому министру земледелия (дасинуну) долгосрочный (на год) план расходов своего ведомства, а тот профинансировал его из казённых средств (вместо личных средств полей). Он стал давать отпуска по болезни, для отдыха, посещения родителей и выходные, чтобы «вымыть волосы» только в соответствии с законами и приказами. Молодёжь немедленно докладывал, что надо снять с должности лана или императорского посланника (ечже) из ведомства гуанлусюня, который совершил преступление, но в то же время рекомендовал повысить в чинах тех, кого отличали высокие достижения, отличное поведение и способности — кое-кто из них даже стал губернатором или одним из девяти министров. В результате ланы духовно изменились, с взяточничеством и просьбами об аудиенции в корыстных целях было покончено, приказы выполнялись, запреты действовали, во дворце воцарилось единодушие.
В связи с этим в 61 году до н. э. Ян Юнь был переведён на должность гуанлусюня (министерство «властелина блестящих заслуг», занималось назначением государственных служащих) и дополнительно получил заштатную должность инспектора чиновников (чжули). Здесь он очень сблизился с императором. На этой должности он продвигал идею вооружённой борьбы против кочевого племени сюнну. В связи с этим вошёл в противоречие с императорским секретарём (юйши дафу) Сяо Ванчжи. В конце концов победила — в 56 году до н. э. — победила мысль Ян Юня, а Сяо Ванчжи был отстранён от занимаемой должности.

### Падение и смерть
Впрочем в 56 году до н. э. коллега Ян Юня большой извозчик (тайпу, своеобразный министр транспорта) Дай Чанле подал клевету, согласно которой Ян Юнь критиковал действия императора Сюань-ди. Министр правосудия (тинвей) Юй Динго считал, что Юнь виноват, хоть и не признаёт этого, и доложил Сюань-ди. Юня бросили в смотровую башню северных ворот дворца, его жену и детей — к тюрьме. Но Сюань-ди смилостивился над своим министром и в январе—феврале 55 года до н. э. ограничился увольнением Ян Юня (Дай Чанле также отправили в отставку) и разжалованьем в простолюдины.
Ян Юнь поселился в сельской местности, где стал заниматься земледелием и торговлей зерном. На просьбы друзей вести жизнь отставного сановника отвечал отказом. 9 мая 54 года до н. э. произошло затмение солнца, и мелкий чиновник по имени Чен, подчинённый конюха, подал императору доклад, что знамения вызвал Юнь, потому что он «надменный, расточительный и не раскаялся в своей вине». Министр правосудия исследовал доказательства против Юня и в руки ему попало письмо Ян Юня губернатора Сунь Хуэй-цзуна, где содержалась пренебрежение к императорской службе.
Когда Сюань-ди прочёл его, то возненавидел Юня. Министр квалифицировал его вину как «большую строптивость и нарушение пути космической гармонии». В конце года Юня был казнён путём разрубания надвое в пояснице, жена и дети его были переселены в округ Цзюцюань.

## Поэзия
Активно занялся творчеством после собственной отставки. Свои стихи Ян Юнь преподавал в письмах своим друзьям. Они касались бытовых дел, политических событий. Главный мотив многих стихотворений — лучше пить, петь, танцевать и иметь прочие удовольствия, чем искать «богатства и высокого положения на государственной службе». Этот мотив впоследствии использовали известные китайские поэты, в частности Пань Юэ, Ли Бо, Сюэ Тао.